# Holubice (ort i Tjeckien, Mellersta Böhmen)
Holubice är en ort i Tjeckien.   Den ligger i regionen Mellersta Böhmen, i den centrala delen av landet, 16 km nordväst om huvudstaden Prag. Holubice ligger 288 meter över havet och antalet invånare är 640.
Terrängen runt Holubice är platt. Runt Holubice är det tätbefolkat, med 762 invånare per kvadratkilometer. Närmaste större samhälle är Prag, 15,7 km sydost om Holubice. Trakten runt Holubice består till största delen av jordbruksmark.